# Севрская фарфоровая мануфактура

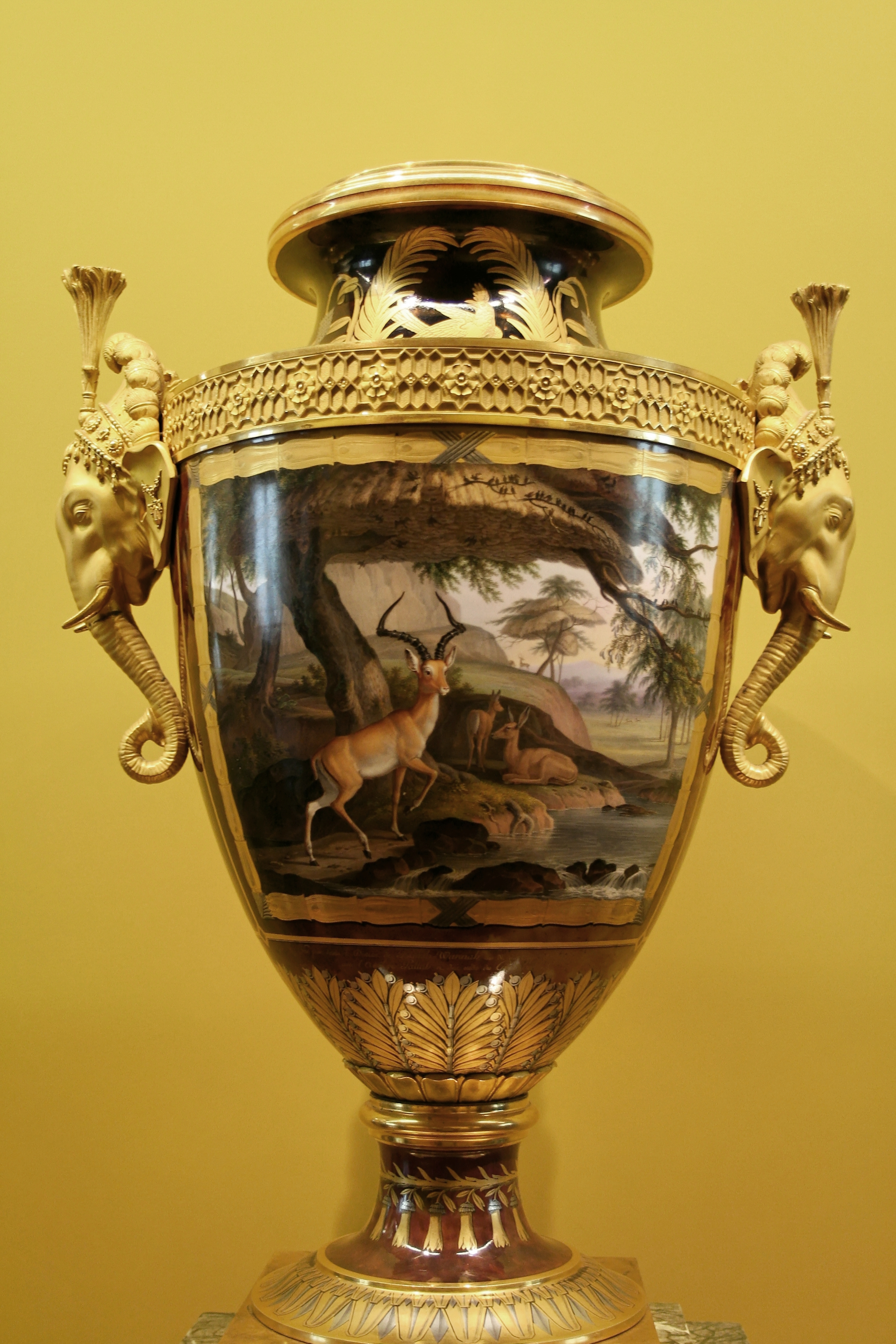
«Ваза Клодиона». Севр, 1817

Севрская фарфоровая мануфактура (фр. Manufacture nationale de Sevres) — мануфактура по производству изделий из фарфора. Расположена в Севре (юго-западное предместье Парижа), Франция.
Основана в 1740 году, в 1759 году стала королевской. До 2009 года мануфактура в Севре была национальной службой (Service à compétence nationale), находящейся в ведении Министерства культуры и коммуникаций Франции (Ministère de la Culture et de la Communication). На основании указа от 26 декабря 2009 года, с 1 января 2010 года мануфактура преобразована в общественную организацию «Севр — Город керамики» (Sèvres — Cité de la céramique) вместе с Национальным музеем керамики. 1 мая 2012 года частью этой организации стал Национальный музей фарфора имени Адриана Дюбуше (Musée National de la Porcelaine Adrien Dubouché) в Лиможе, в связи с чем название было изменено на «Город керамики — Севр и Лимож» (Cité de la céramique — Sèvres et Limoges).

## История

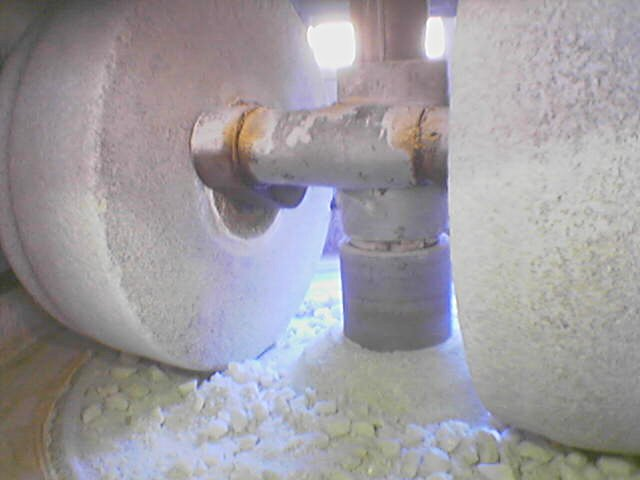
Мельничные камни размола шихты — сырья для приготовления фарфоровой массы

В 1740 году в Венсене, в 10 км к востоку от Парижа, при поддержке Людовика XV была основана Королевская мануфактура французского фарфора, третья из крупных мануфактур в Европе, после предприятий Майсена и Вены, а также небольшого предприятия в Шантийи. В 1756 году по инициативе Мадам де Помпадур мануфактуру перевели в Севр — местность к юго-западу от Парижа, на полпути между столицей и Версалем, где уже существовало стекольное производство. Мануфактуру разместили поблизости от дворца Бельвю, где жила маркиза де Помпадур. Здание 130 метров в длину было построено между 1753 и 1756 годами архитектором Лораном Ленде. На первом этаже располагались мастерские. Выше поселились художники, скульпторы-модельеры, позолотчики и технологи. Мануфактура стала королевской в 1759 году.
Первые изделия изготавливали в подражание более знаменитым майсенским. Однако постепенно в русле эстетики рококо стал формироваться оригинальный художественный стиль. Его создателями стали живописец Ж.-Ж. Башелье, скульптор-модельер и технолог Л.-А. Фурнье. Башелье с 1751 года руководил живописной мастерской в Венсене, в 1756—1793 годах был директором Севрской мануфактуры. Он ввёл в роспись фарфора композиции из цветов и фруктов. С 1747 года, сначала в Венсене, а потом в Севре, работал скульптор-модельер, ювелир и рисовальщик-орнаменталист Жан-Клод-Шамбеллан Дюплесси. Химик Жак Элло изобрел оригинальную краску — «королевскую синюю» (фр.  bleu de roi), а затем «розовую помпадур» (фр.  rose de Pompadour), по которым всегда можно узнать севрские изделия.
Характерный прием — роспись в резервах (в оставленных незакрытыми ярко-синей или розовой глазурью участках фона) «цветами и птицами», мотивами из цветочных гирлянд, пейзажами. Такие композиции, как правило, имели обрамления из золоченых рокайлей и растительных побегов. Использовались также популярные в эпоху рококо мотивы шинуазри («китайщины»).
После 1770 года «стиль рокайля» постепенно вытеснялся стилем Людовика XVI, или неоклассицизмом, для которого, в частности, были характерны росписи «под камеи» (фр.  en camaien) в технике гризайль — однотонной росписи, имитирующей античные геммы. В 1751 году Ж.-Ж. Башелье стал изготавливать фигурки из неглазурованного фарфора — бисквита, которые также ассоциировались с античным искусством.
С приходом на мануфактуру в 1757 году выдающегося скульптора Этьена Мориса Фальконе (в том же году маркиза де Помпадур назначила его директором мануфактуры) севрские бисквиты получили европейскую известность. Вначале Фальконе работал по рисункам Франсуа Буше, но затем стал использовать собственные модели. Свои лучшие произведения во Франции, перед отъездом в 1766 году в Россию, Фальконе создал именно в бисквите. К ним относятся портрет мадам де Помпадур, парные статуэтки Амура и Психеи и знаменитая «Купальщица», которую повторяли на мануфактуре в течение многих десятилетий.
До 1768 года в Севре использовали мягкий фарфор, или фриттовую массу (без каолина), состоящую из кварцевого песка (его привозили из Фонтенбло), селитры, поваренной соли (в ней присутствует натрий), соды, квасцов и гипса. Такая масса — пат-тандр (фр. pâte tendre  — мягкая масса) — имеет низкую температуру плавления, она близка стеклу. Прибавление гипса или мела в отношении 3:1 придавало ей белый цвет, напоминающий настоящий фарфор. В 1768 году были обнаружены залежи каолина близ Лиможа и с 1777 года мануфактура стала выпускать изделия из твёрдого фарфора.
В период неоклассицизма, с 1775 года, в Севре выпускали изделия с характерной росписью васильками по белому полю. Такие изделия называли «фарфором королевы» (фр. porcelaine de la Reine), поскольку мануфактура в то время находилась в ведении королевы Марии-Антуанетты, супруги Людовика XVI. Другое название этих изделий: le décor au barbeau (фр.  barbeau — василёк, светло-голубой цвет).
В 1774—1800 годах директором мануфактуры и руководителем модельной мастерской был скульптор Луи-Симон Буазо. В Севре по моделям Буазо были созданы из бисквита портретные бюсты Людовика XVI и австрийского императора Иосифа II (во время визита к его сестре Марии-Антуанетте). Буазо известен как автор небольших скульптурных групп из бисквита, напоминающего античные мраморы. Они хорошо отражают неоклассическую эстетику того времени. Ваза, изготовленная в Севре в 1787 году в форме античной амфоры, известна в истории искусств как «Ваза Буазо» (несмотря на то, что такая атрибуция оспаривается специалистами).
Ещё до Французской революции изделия в стиле неоклассицизма становились всё более помпезными, в особенности предназначенные для императорских дворов. С приходом Наполеона последовал трудный период для французских мануфактур. Стиль ампир отмечен обилием позолоты, яркими красками и военными атрибутами. Египетский поход Бонапарта 1798—1801 годов вызвал моду на Египтизирующий стиль, в том числе и в продукции Севра.
В 1800 году Наполеон, бывший тогда министром внутренних дел, назначил директором мануфактуры известного французского химика и геолога Александра Броньяра, который привлёк химика Клода Луи Бертолле. Броньяру предстояло оставаться директором 47 лет, вплоть до конца жизни. При нём мануфактура выпускала большие парадные сервизы, декоративные вазы, включая предназначенные для дипломатических даров.
В течение XIX века ампир постепенно сменялся господством «викторианского» вкуса. Во времена Второй империи с 1852 по 1871 год «администратором» Севрской мануфактуры был Анри Виктор Реньо. В эти годы происходило возрождение стиля Людовика XVI. Многие из старых форм, хранившихся на фабрике, использовались снова.
В 1875 году мануфактуру перевели в новые, специально построенные здания рядом с парком Сен-Клу, где она и находится по настоящее время. В 1875—1887 годах художественным директором и руководителем модельной мастерской был скульптор Альбер-Эрнест Каррье-Беллёз.
В конце XIX века, согласно идеологии историзма, мануфактура выпускала изделия в разных «исторических стилях», включая подражания восточному, китайскому и японскому фарфору. С 1897 года новый художественный руководитель А. Сандье внедрял стиль ар-нуво, а затем, спустя четверть века, ар-деко.
В 1857—1870 годах на Севрской мануфактуре работал Марк-Луи-Эммануэль Солон. Он освоил технику «пат-сюр-пат» (фр. pâte-sur-pâte — «масса на массу»), в которой ещё с 1849 года успешно имитировал античные камеи. В этой технике шликерную массу (смесь тонкой белой глины, глицерина и воды) наносят кистью на поверхность изделия до обжига. Пористый «черепок» легко впитывает воду, масса застывает, образуя небольшой рельеф, который иногда дорабатывают стеком, а после обжига его можно гравировать. Белый рельеф хорошо смотрится на фоне цветной фаянсовой или фарфоровой массы. Такая техника оказалась востребованной, поскольку позволяла имитировать античные камеи, делать броши, кулоны а la antique, плакетки в качестве вставок в различные изделия, например в мебель. Такую же технику использовали с 1770-х годов на мануфактуре «Этрурия» Дж. Веджвуда в Англии. Солон работал под псевдонимом «Майлз» (Miles), предположительно составленном из инициалов художника: M, L, E, S.
В разные годы с мануфактурой сотрудничали выдающиеся французские скульпторы: Э. Бушардон, Ш. Лериш, О. Пажу, Ж.-Б. Пигаль, Ж.-Ж. Каффиери, М. Клодион. В 1851 году на Всемирной выставке в Лондоне Севрская фарфоровая мануфактура получила высшую награду.
Одно из знаменитых произведений Севрской мануфактуры связало Египет, Францию и Россию. В 1808 году император Наполеон Бонапарт во время встречи в Эрфурте с Александром I подарил российскому императору фарфоровый сервиз, который получил название «Египетский». Сервиз состоял из нескольких сотен предметов; тарелки и чашки украшают росписи по гравюрам книги «Путешествие по Верхнему и Нижнему Египту», сделанным с рисунков Д. Виван-Денона во время Египетского похода Бонапарта. Сервиз включает настольные украшения в виде обелисков, пирамид и сфинксов. Ныне часть предметов «Египетского сервиза» хранится в петербургском Эрмитаже, другая — в Кусково, в музее керамики. Годом раньше в Санкт-Петербург прибыл «Олимпийский сервиз», также подарок из Севра.
Преимуществом и главной особенностью Севрской мануфактуры по настоящее время является сохранение традиций мануфактурной, ручной росписи и моделирования, высокое качество материала и техники его обработки. Долгое время печи для обжига топили по старинной технологии — дровами. Последний обжиг дровами состоялся в октябре 2016 года. Предпоследний был в 2006 году, почти 180 предметов были подвергнуты «Испытанию огнём» (l’Epreuve du Feu), так называлась выставка, которая затем представила эти предметы в Парижской галерее мануфактур. На изготовление и украшение этих изделий потребовался почти год работы всех мастерских. В остальном мануфактура перешла на газовое топливо. Однако ремесленные методы используются независимо от того, является ли продукция повторением старых моделей или современными творениями.
В 1900 году в Севре основан Национальный музей керамики, в котором собраны изделия многих европейских мануфактур. Мануфактура также организует многочисленные выставки по всему миру и принимает участие в выставках и ярмарках современного искусства.

## Галерея

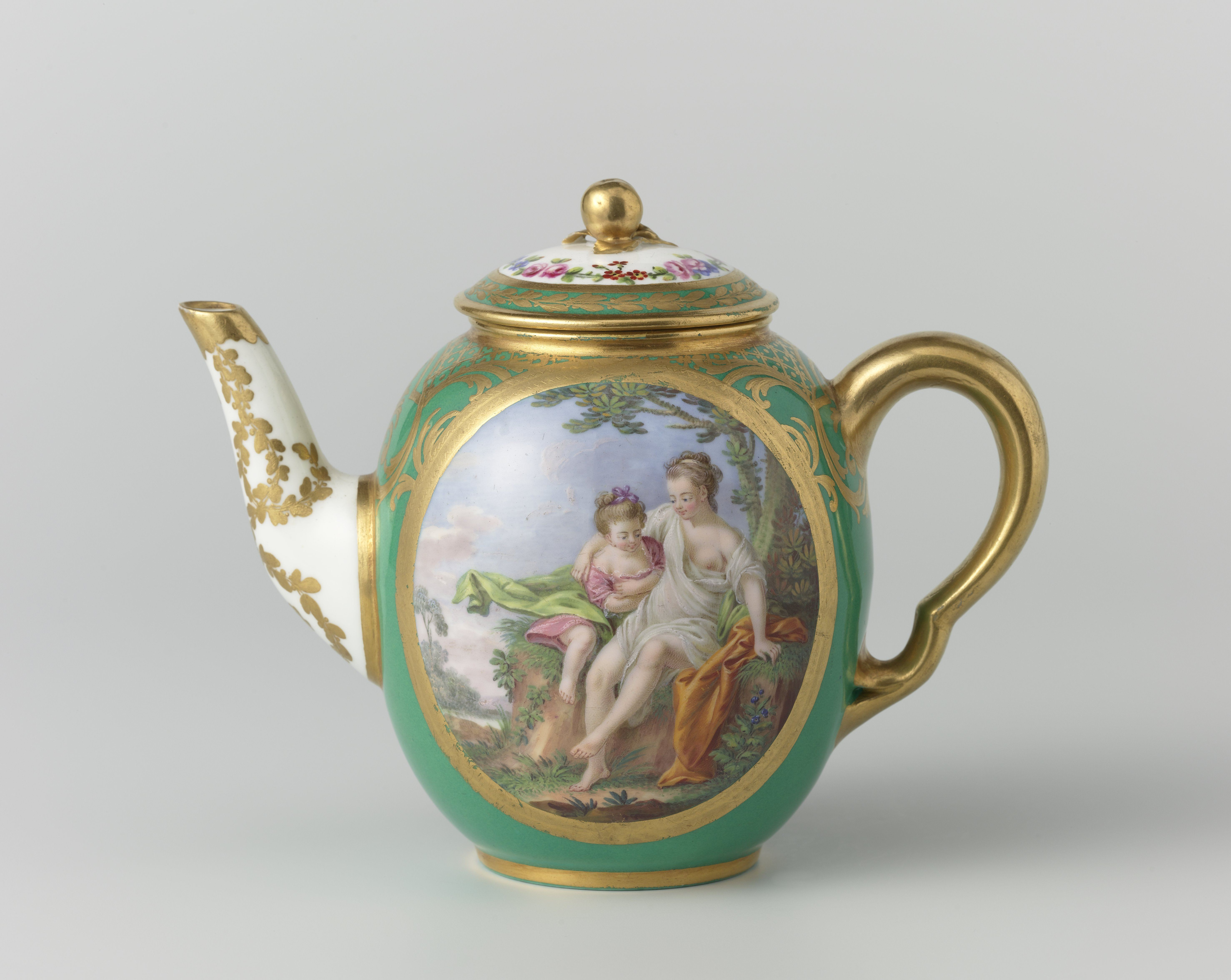
Чайник. Роспись с гравюры Ж. Демарто по оригиналу Ф. Буше. 1775
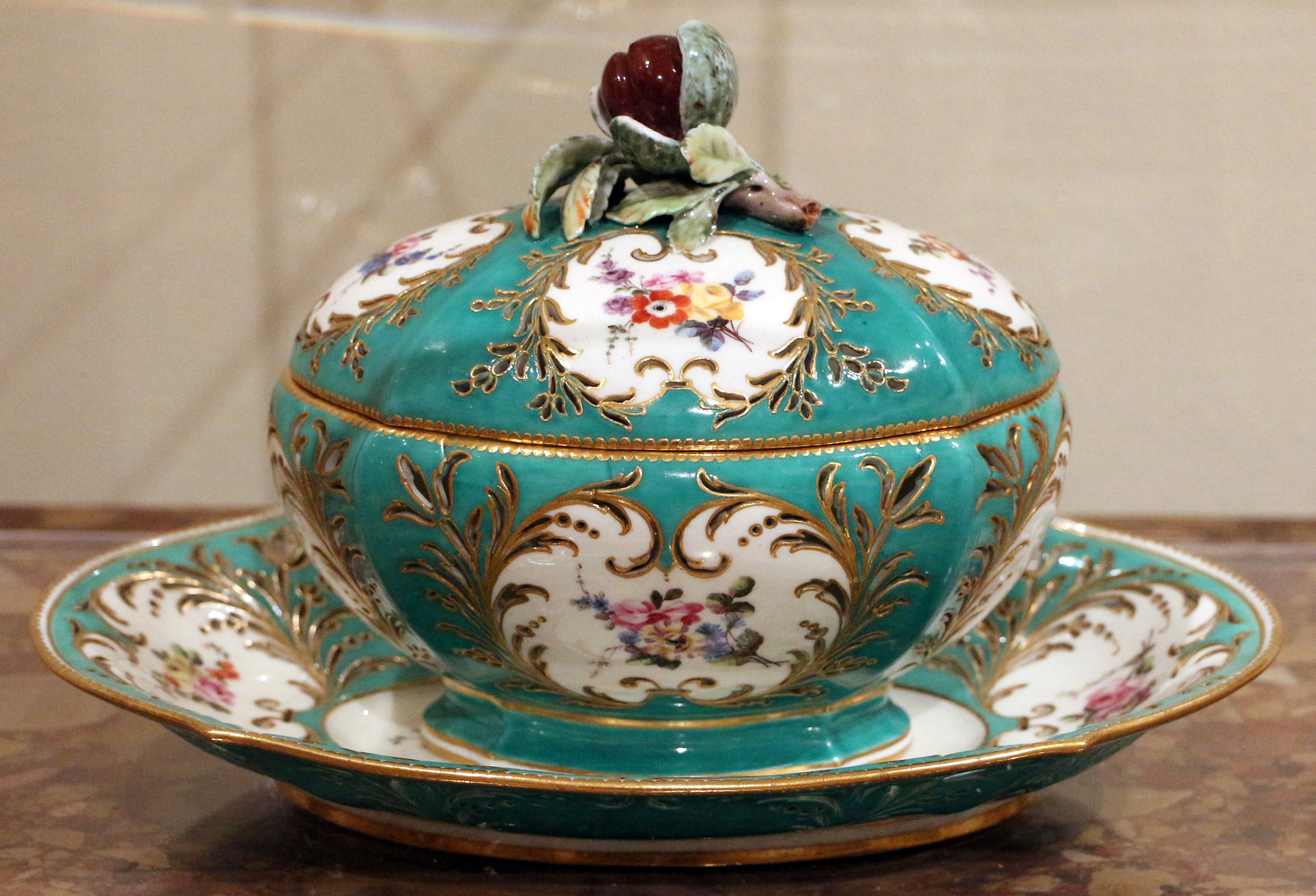
Супница с «росписью в резервах». 1757-1758
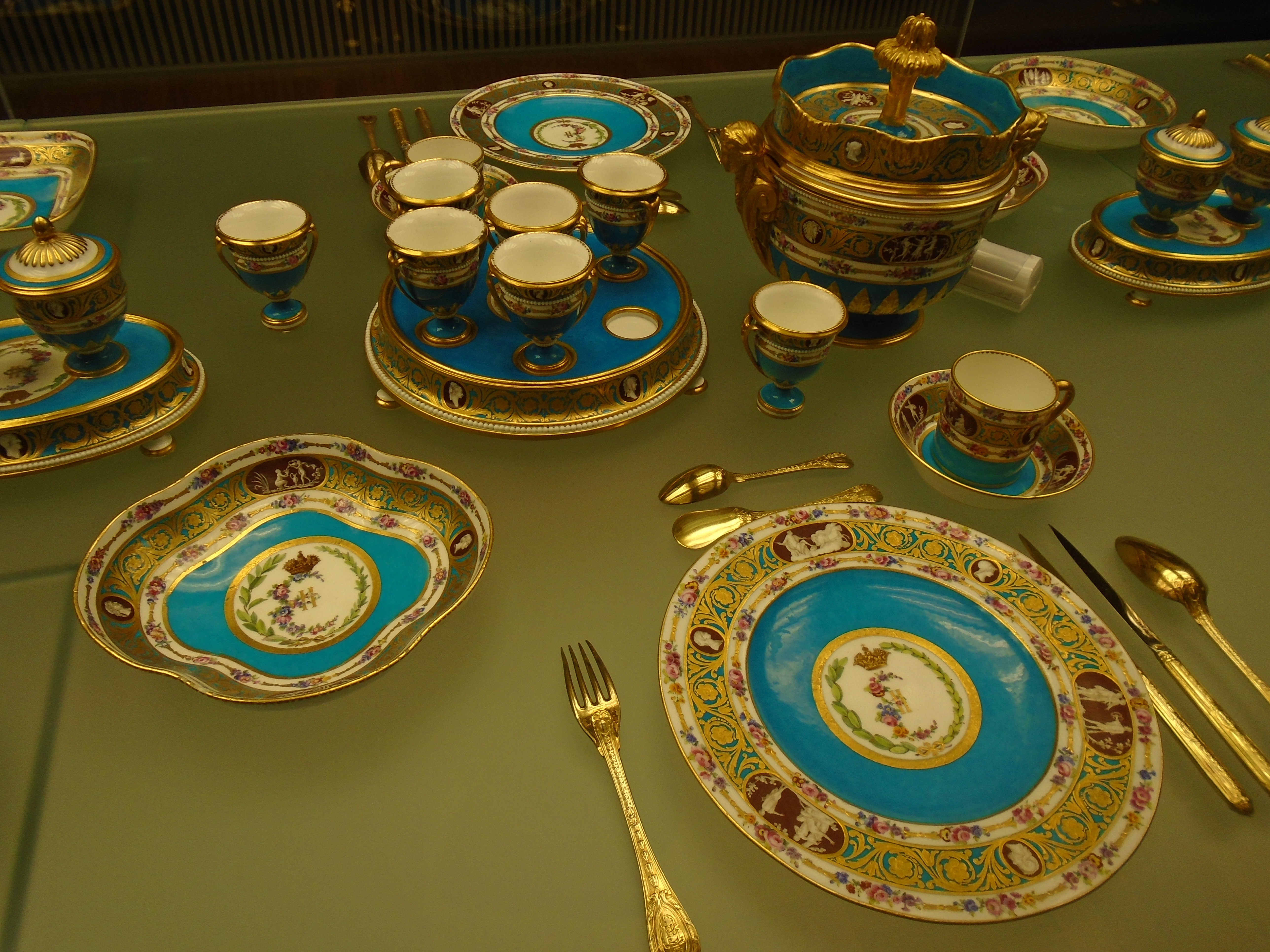
Предметы «Сервиза с камеями». Мягкий фарфор. 1778-1779
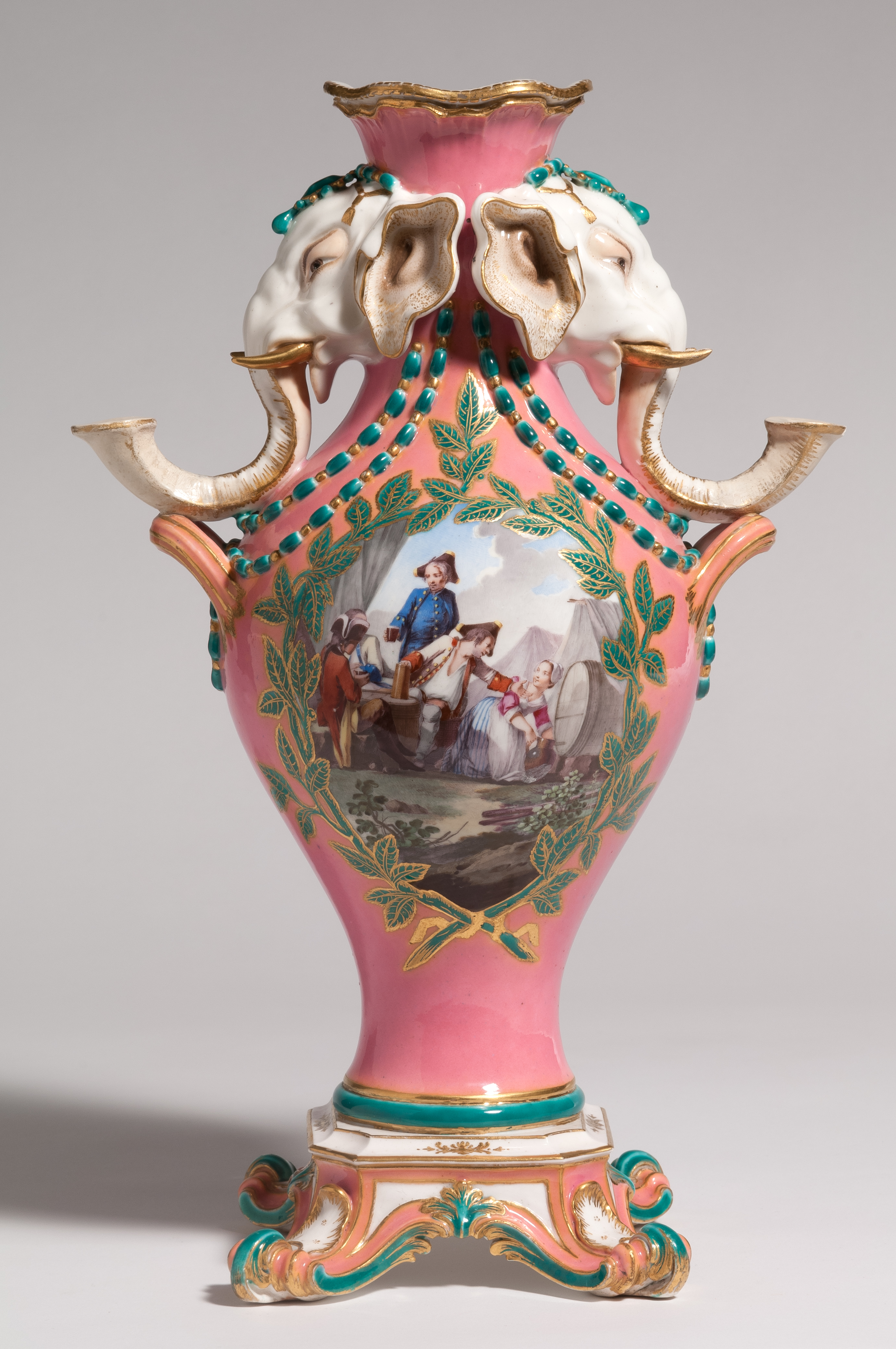
«Ваза со слонами». Розовый «помпадур». Ок. 1760
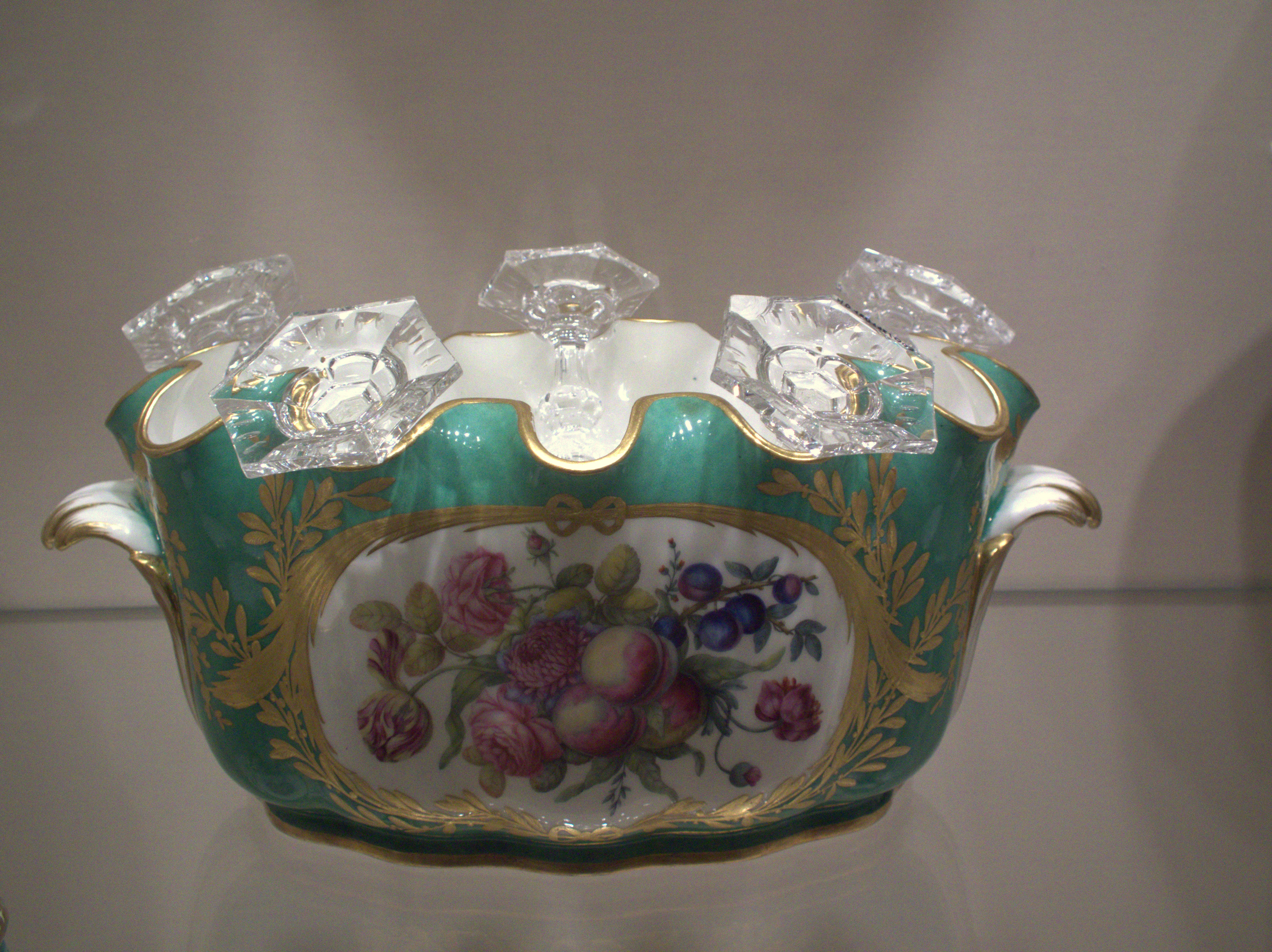
Рюмочная передача
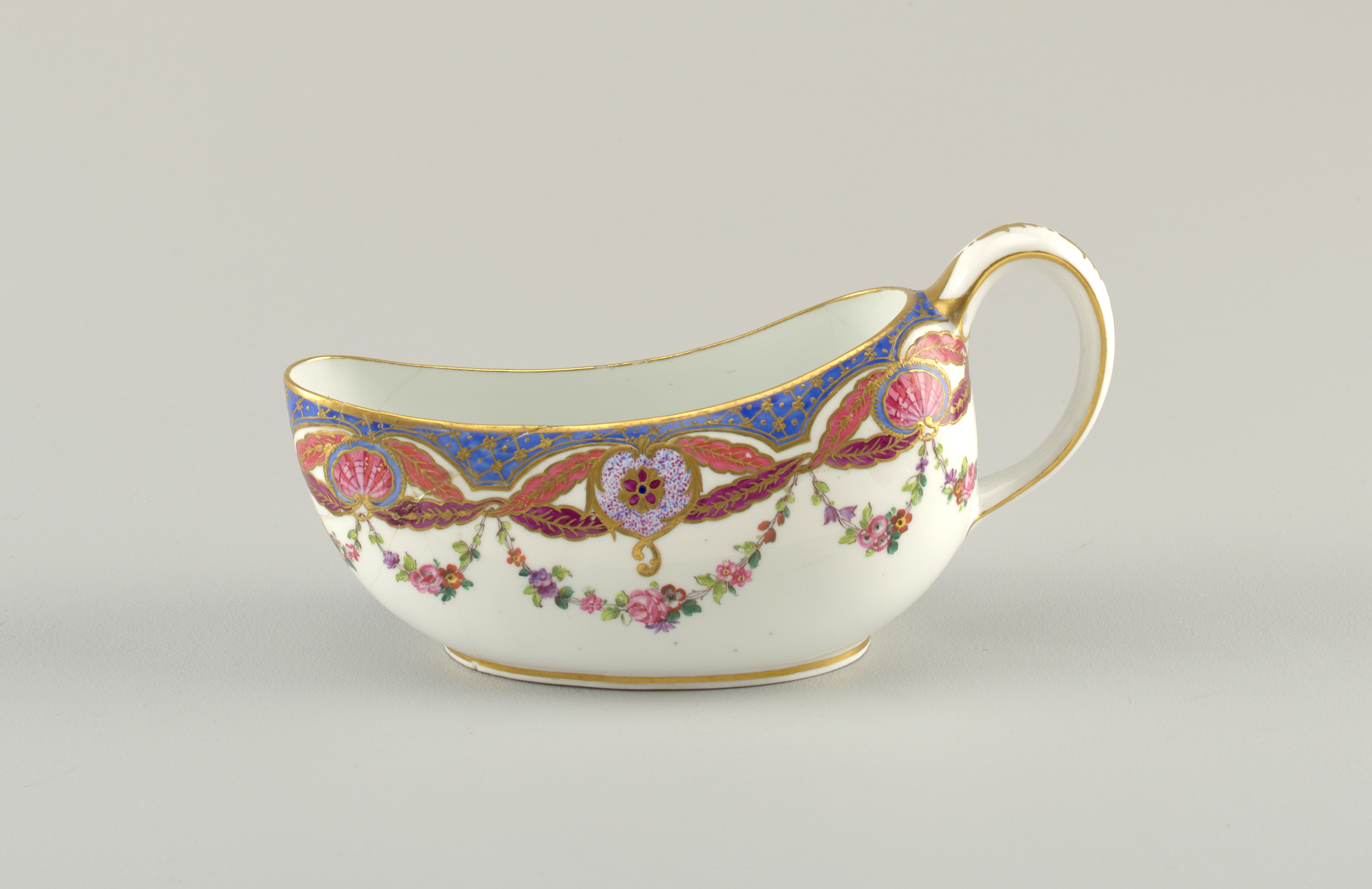
Полоскательница. Ок. 1780
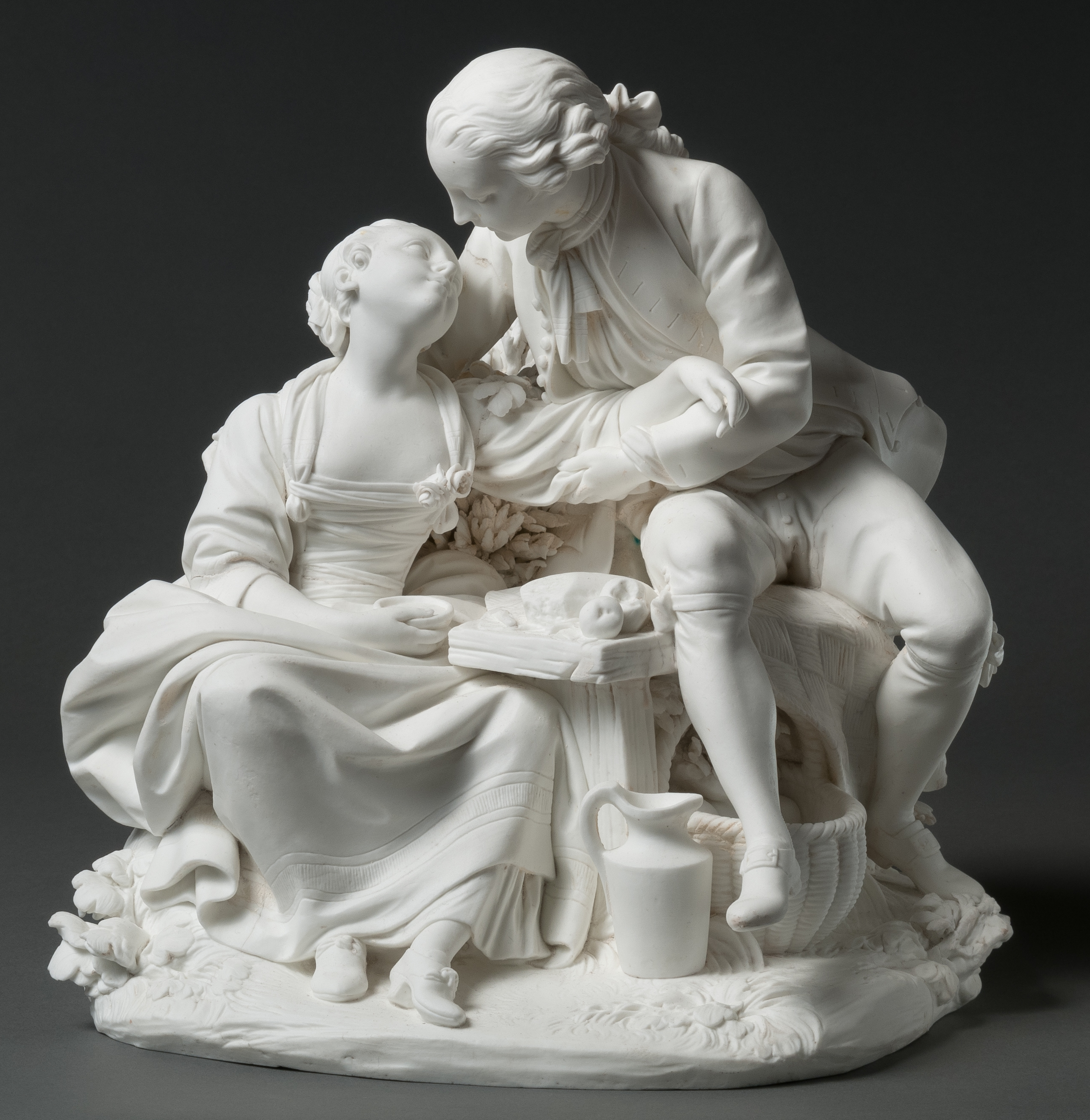
Э.-М. Фальконе. Аннет и Любин. Бисквит. Ок. 1764
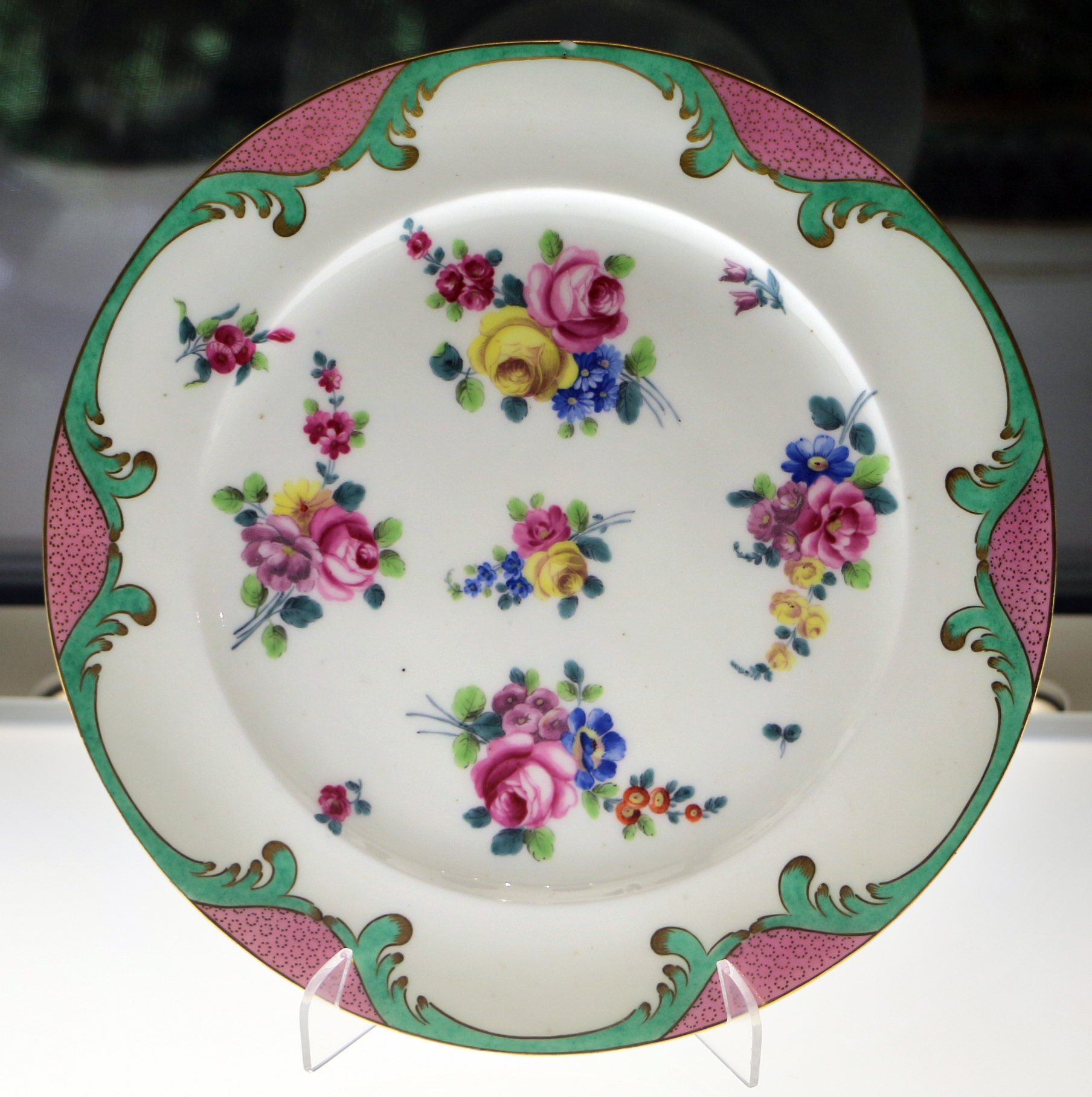
Тарелка. «Французские цветы». 1770
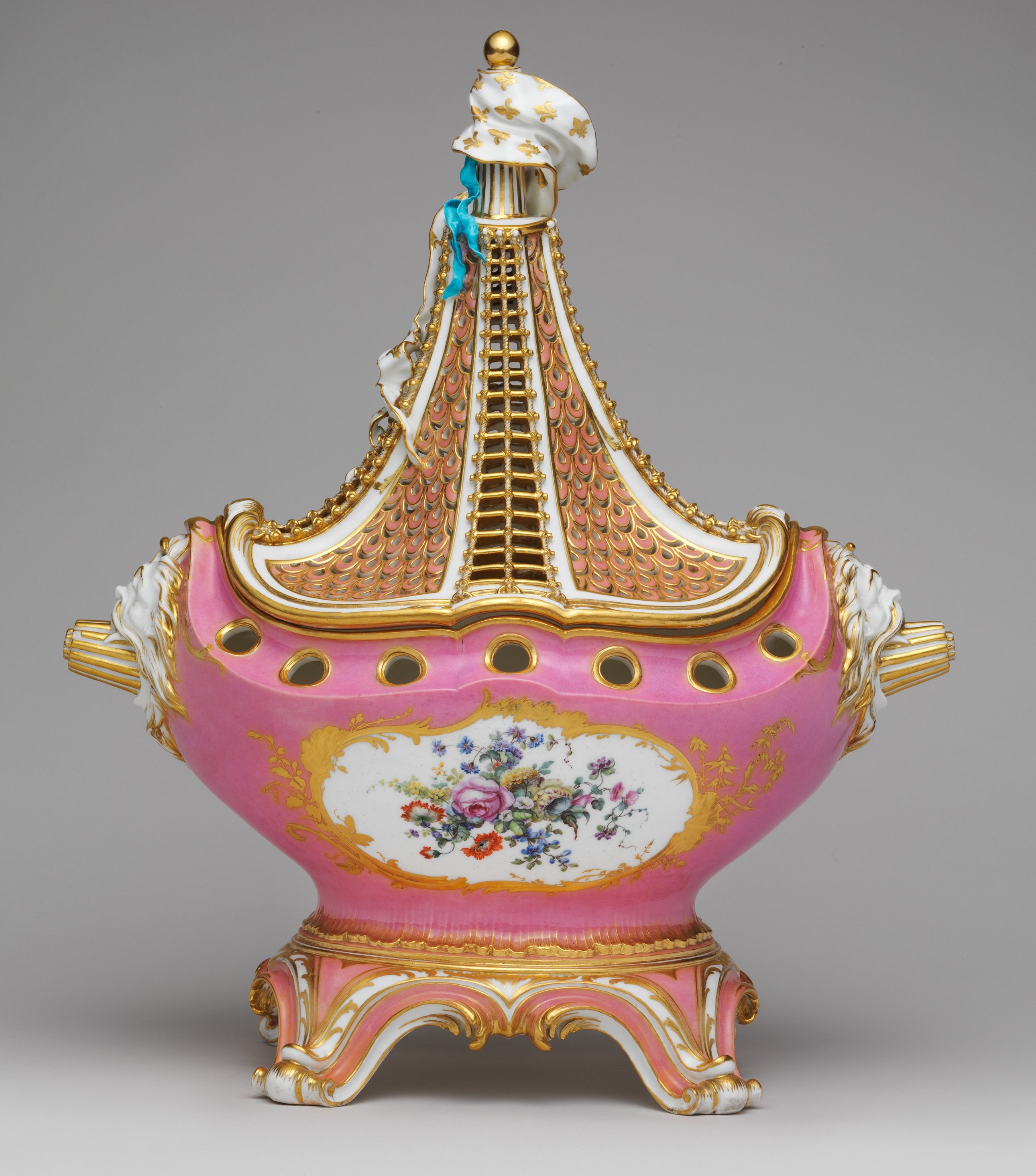
Pot-pourri à vaisseau (ваза-ароматница в виде ладьи). 1757-1758
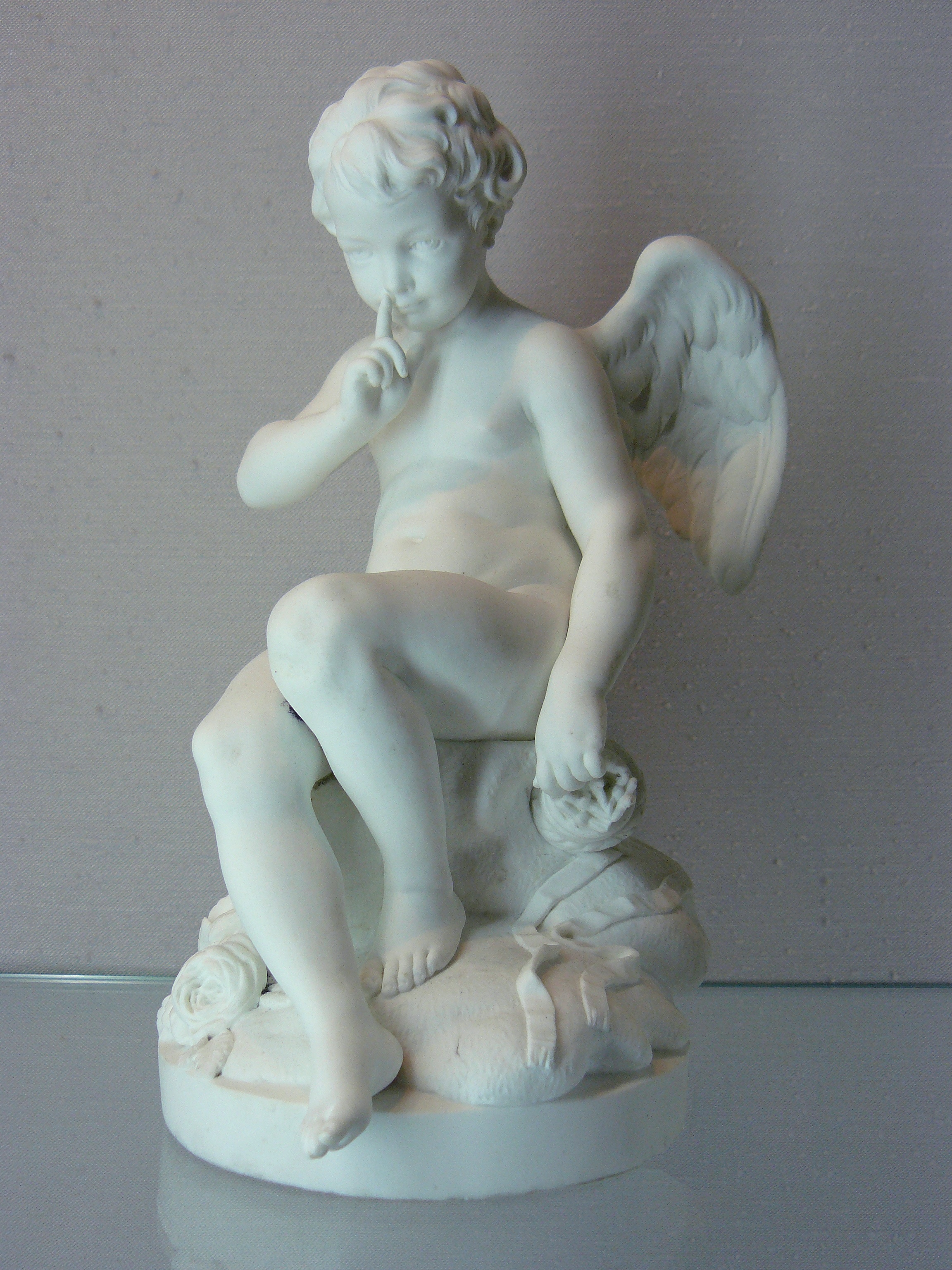
Э.-М. Фальконе. Грозящий Амур. Бисквит. Ок. 1758
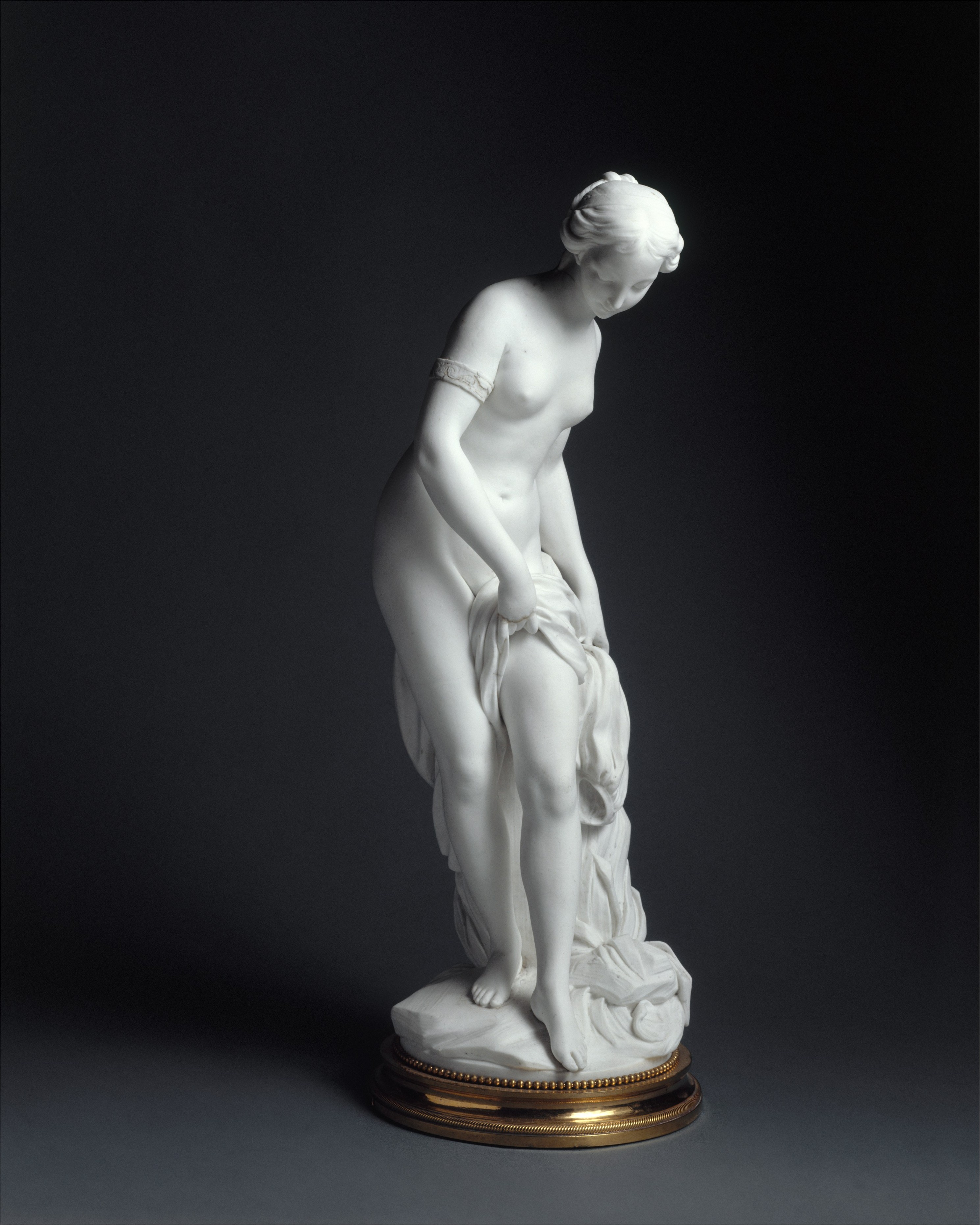
Э.-М. Фальконе. Купальщица. Бисквит. 1758-1766
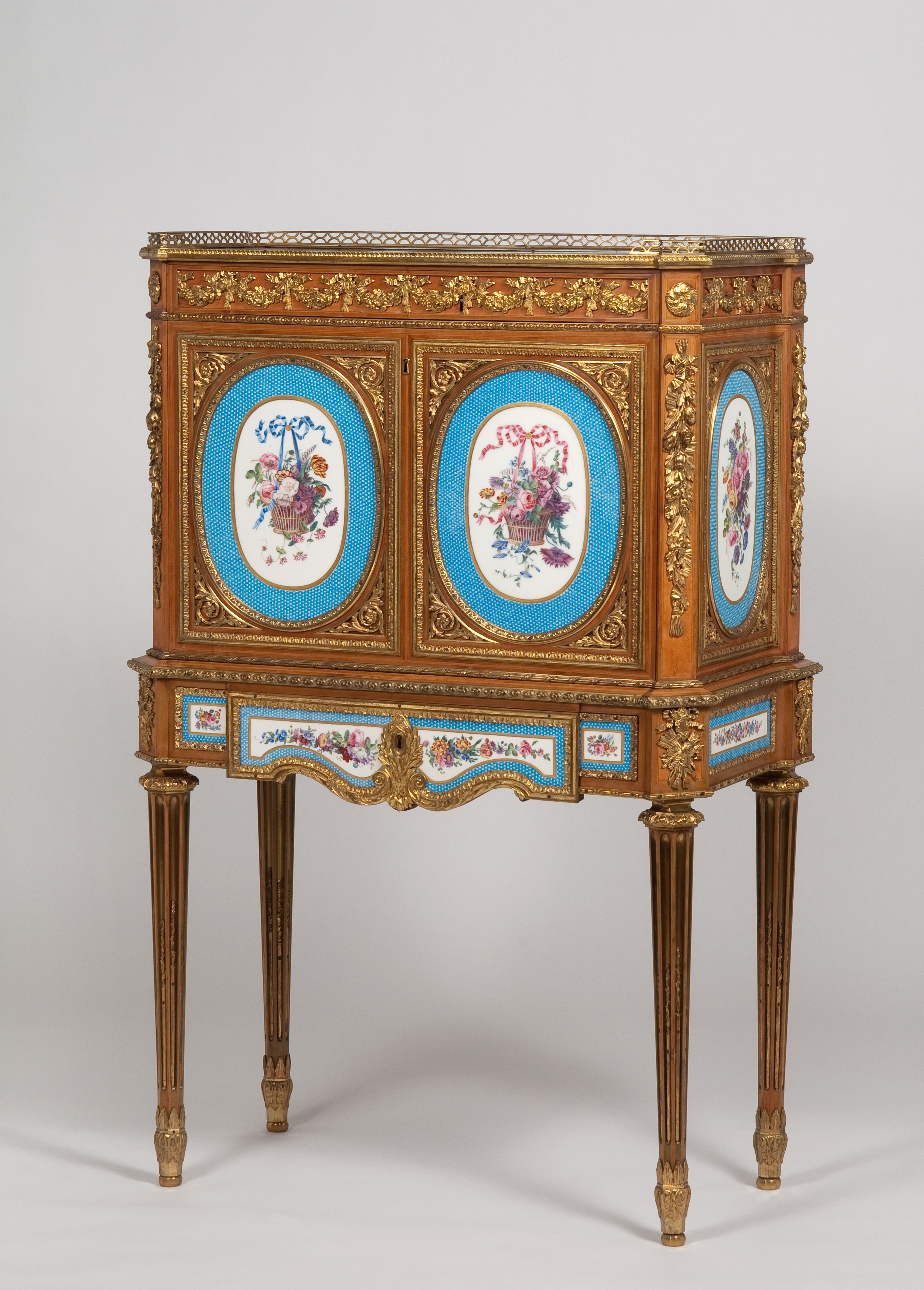
Кабинет с вставками севрского фарфора. М. Карлен. 1775
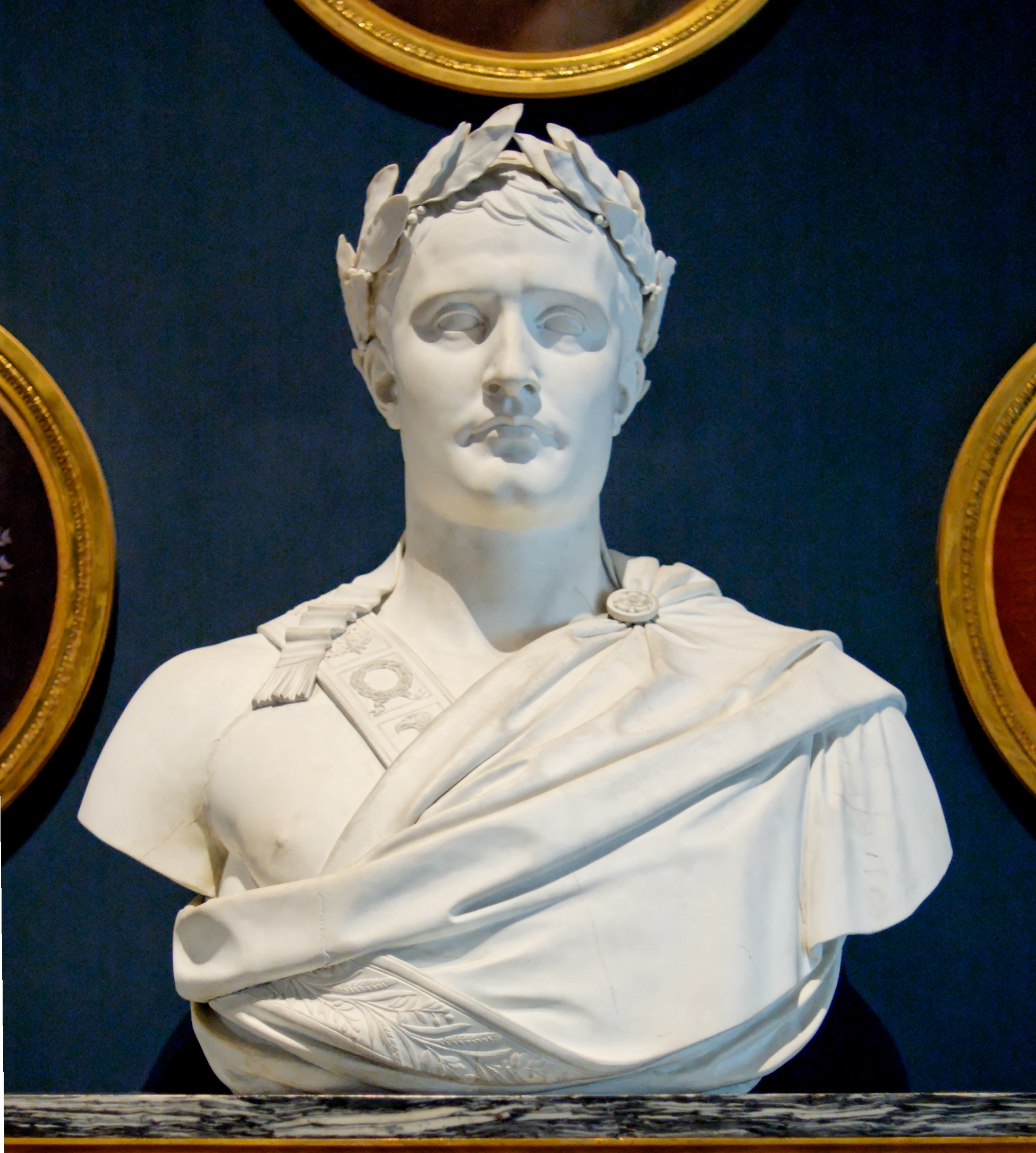
Бюст Наполеона. По модели А.-Д. Шоде. Бисквит. 1811